# Quero (canton)
Pour les articles homonymes, voir Quero.
Quero est un canton d'Équateur situé dans la province de Tungurahua.